# 三木宮彦
三木 宮彦（みき みやひこ、1933年4月8日 - ）は、映画評論家。
東京生まれ。本名・饗場徳衛。東京外国語大学イスパニア語学科卒。日本放送協会国際局編成部職員および国際短波放送北欧向け番組PD、映画評論家。専門分野はベルイマンを中心とする北欧映画および北欧文化一般。

## 著書
- 『短波放送入門』二見書房 サラ・ブックス 1974
- 『ベルイマンを読む 人間の精神の冬を視つめる人』フィルムアート社 1986
- 『ムンクの時代』東海大学出版会 1992
- 『ジャンヌ・ダルク、誰? 聖少女の幻影を追って』フィルムアート社 1995
- 『ジャンヌを旅する』未知谷 2004

### 共編著
- 『BCL短波放送実戦篇』編著 二見書房 サラ・ブックス 1976
- 『汽車映画ノスタルジア』佐々木徹雄,畑暉男共著 展望社 2005

### 翻訳
- 『ゴダール全集 3 (ゴダール全シナリオ集 3)』メイド・イン・USA(採録・構成) 竹内書店 1970
- エーバ・キルピ『タマラ』二見書房 1974
- ドナルド・リチー『黒沢明の映画』キネマ旬報社 1979　のち社会思想社現代教養文庫
- ドナルド・リチー『映画のどこをどう読むか 世界の10本の傑作から 映画理解学入門』司馬叡三共訳 キネマ旬報社 1984
- 『ベルイマンは語る』G.ウィリアム・ジョーンズ編 青土社 1990
- ヤン・ギルー『白夜の国から来たスパイ』ティビーエス・ブリタニカ 1995